# Daniela Druncea
Daniela Druncea (Buftea, 2 de novembro de 1990) é uma remadora e ex-ginasta romena, medalhista olímpica.

## Carreira
Druncea competiu nos Jogos Olímpicos de 2016, no Rio de Janeiro, onde conquistou a medalha de bronze com a equipe da Romênia no oito com.